# Mychajło Sendak
Mychajło Dmytrowycz Sendak (ur. 5 lutego 1948 w Sosniwce) – ukraiński polityk, w latach 2002–2006 przewodniczący Lwowskiej Rady Obwodowej.
Ukończył Politechnikę Lwowską (1984) oraz Ukraiński Uniwersytet Transportu (1996). Uzyskał tytuł kandydata nauk technicznych.
Od 1998 był deputowanym Lwowskiej Rady Obwodowej, 30 kwietnia 2002 wybrany jej przewodniczącym. 28 kwietnia 2006 na tym stanowisku zastąpił go Myrosław Senyk.